# ホムル・ジョゼ・カルドーソ・ダ・クルス
ホムル（Rômulo）もしくはホムル・カルドーソ（ポルトガル語: Rômulo Cardoso）ことホムル・ジョゼ・カルドーソ・ダ・クルス（ポルトガル語: Rômulo José Cardoso da Cruz、2002年2月8日 - ）は、ブラジルのサッカー選手。ポジションはFW。

## クラブ歴
マリンガFCの下部組織に在籍していたが、2018年にアトレチコ・パラナエンセの下部組織に期限付き移籍した。2019年7月に完全移籍した。
2021年11月16日のカンピオナート・ブラジレイロ・セリエAでペドロ・ホーシャに代わって投入され選手初出場を記録した。2022年1月23日にカンピオナート・パラナエンセで選手初得点を記録、同年2月19日にプロ初ハットトリックを達成した。